# Тронхаймсфиорд
Тронхаймсфиорд (на норвежки: Trondheinsfiorden) е дълъг и тесен залив на Норвежко море, край западния бряг на Норвегия. В началото се простира около 30 km в посока юг-югоизток, а следващите 100 km на североизток. Максимална ширина 27 km в средната част. Дълбочина до 617 m. Бреговете на Тронхаймсфиорд са предимно скалисти, високи, на места отвесни и силно разчленени от множество по-малки разклонения – Схьорнфиорд (до устието), Бувикбукта (на юг), Фетенфиорд (на изток), Байтстадфиорд (на североизток) и др. На входа му се намират множество малки островчета, а във вътрешноста Етерьоя (28 km²), Теура (1,5 km²) и др. Срущу град Тронхайм е разположено малкото островче Муникхолмен с бенедиктински манастир от Средновековието, който привлича хиляди туристи годишно. В залива се вливат множество къси, бурни и пълноводни реки (Оркла, Гьоула, Ниделва, Неа, Фора, Ина и др., стичащи се от Скандинавските планини. По бреговете му са разпръснати множество предимно малки рибарски селища, като най-големи са град Тронхайм (на южния му бряг), а във върха му – Стайнхер.
|  | Тази страница частично или изцяло представлява превод на страницата „Тронхеймс-фьорд“ в Уикипедия на руски. Оригиналният текст, както и този превод, са защитени от Лиценза „Криейтив Комънс – Признание – Споделяне на споделеното“, а за съдържание, създадено преди юни 2009 година – от Лиценза за свободна документация на ГНУ. Прегледайте историята на редакциите на оригиналната страница, както и на преводната страница, за да видите списъка на съавторите. ВАЖНО: Този шаблон се отнася единствено до авторските права върху съдържанието на статията. Добавянето му не отменя изискването да се посочват конкретни източници на твърденията, които да бъдат благонадеждни. |